# العلاقات البليزية السورينامية
العلاقات البليزية السورينامية هي العلاقات الثنائية التي تجمع بين بليز وسورينام.

## مقارنة بين البلدين
هذه مقارنة عامة ومرجعية للدولتين:
| وجه المقارنة                                              | بليز         | سورينام                        |
| --------------------------------------------------------- | ------------ | ------------------------------ |
| المساحة (كم2)                                             | 22.97 ألف    | 163.27 ألف                     |
| عدد السكان (نسمة)                                         | 374.68 ألف   | 563.40 ألف                     |
| الكثافة السكانية (ن./كم²)                                 | 16.31        | 3.45                           |
| العاصمة                                                   | بلموبان      | باراماريبو                     |
| اللغة الرسمية                                             | لغة إنجليزية | اللغة الهولندية                |
| العملة                                                    | دولار بليزي  | دولار سورينامي، غيلدر سورينامي |
| الناتج المحلي الإجمالي (بليون دولار)                      | 1.84 مليار   | 3.32 مليار                     |
| الناتج المحلي الإجمالي (تعادل القوة الشرائية) بليون دولار | 3.05 مليار   | 9.07 مليار                     |
| الناتج المحلي الإجمالي الاسمي للفرد دولار أمريكي          | 4.88 ألف     | 9.48 ألف                       |
| الناتج المحلي الإجمالي للفرد دولار أمريكي                 | 8.42 ألف     | 16.64 ألف                      |
| مؤشر التنمية البشرية                                      | 0.715        | 0.714                          |
| رمز المكالمات الدولي                                      | +501         | +597                           |
| رمز الإنترنت                                              | .bz          | .sr                            |
| المنطقة الزمنية                                           | 00           | 00                             |

## منظمات دولية مشتركة
يشترك البلدان في عضوية مجموعة من المنظمات الدولية، منها:
| علم المنظمة | اسم المنظمة                                                          | تاريخ انضمام بليز | تاريخ انضمام سورينام |
| ----------- | -------------------------------------------------------------------- | ----------------- | -------------------- |
|             | الجماعة الكاريبية                                                    | 1 مايو 1974       | 4 يوليو 1995         |
|             | يونسكو                                                               | 10 مايو 1982      | 16 يوليو 1976        |
|             | وكالة ضمان الاستثمار متعدد الأطراف                                   | 29 يونيو 1992     | 2 يوليو 2003         |
|             | الأمم المتحدة                                                        | 25 سبتمبر 1981    | 4 ديسمبر 1975        |
|             | مجموعة دول أفريقيا والكاريبي والمحيط الهادئ                          | ?                 | ?                    |
|             | وكالة حظر الأسلحة النووية في أمريكا اللاتينية ومنطقة البحر الكاريبي ‏ | ?                 | ?                    |
|             | الاتحاد البريدي العالمي                                              | ?                 | ?                    |
|             | البنك الدولي للإنشاء والتعمير                                        | 19 مارس 1982      | 27 يونيو 1978        |
|             | بنك التنمية الكاريبي ‏                                                | ?                 | ?                    |
|             | الاتحاد الدولي للاتصالات                                             | 16 ديسمبر 1981    | 15 يوليو 1976        |
|             | منظمة حظر الأسلحة الكيميائية                                         | ?                 | ?                    |
|             | مؤسسة التمويل الدولية                                                | 19 مارس 1982      | 1 سبتمبر 2011        |
|             | منظمة التجارة العالمية                                               | ?                 | ?                    |
|             | تحالف الدول الجزرية الصغيرة                                          | ?                 | ?                    |
|             | منظمة الشرطة الجنائية الدولية                                        | ?                 | ?                    |

## وصلات خارجية
- موقع وزارة الخارجية البليزية
- موقع وزارة الخارجية السورينامية